# باربارا مک‌نیر
باربارا مک‌نیر (انگلیسی: Barbara McNair؛ ۴ مارس ۱۹۳۴ – ۴ فوریهٔ ۲۰۰۷) یک خواننده و بازیگر اهل ایالات متحده آمریکا بود.

## بخشی از فیلمشناسی
از فیلم‌ها یا برنامه‌های تلویزیونی که وی در آن نقش داشته‌است می‌توان به آثار زیر اشاره کرد.
- کوهستان اسپنسر (۱۹۶۳)
- ونوس در پوست خز (فیلم ۱۹۶۹) (۱۹۶۹)
- تغییر عادت (۱۹۶۹)
- سازمان (فیلم) (۱۹۷۱)